# Neo-Nówka
Neo-Nówka (przez pierwsze kilka miesięcy działalności funkcjonował pod nazwą To-Niemy) – polski kabaret, założony w 2000 przez grupę wrocławskich studentów. W swojej twórczości porusza głównie tematy społeczne i polityczne.
Od 2011 ambasadorzy Fundacji „Wrocławskie Hospicjum dla Dzieci”, dla której organizują koncerty charytatywne.
25 października 2016 ukazała się książka „Neo-Nówka. Schody do nieba” – wywiad rzeka z członkami kabaretu, przeprowadzony przez Krzysztofa Pyzię.
30 lipca 2022 podczas Festiwalu Kabaretu w Koszalinie przedstawili nową wersję skeczu Wigilia z 2018 roku, który wywołał ogólnopolskie kontrowersje ze względu na m.in. aluzje do rządów Prawa i Sprawiedliwości i widzów Telewizji Polskiej.

## Skład
- Roman Żurek (założyciel i autor tekstów)
- Michał Gawliński (od 2001)
- Radosław Bielecki (od 2008)

Byli członkowie kabaretu:
- Łukasz Bielecki (2000–2005)
- Marta Litkowska (2002–2004)
- Łukasz Iwaniuk (2000–2002)
- Ewa Herman-Wrzosek (2000–2002)
- Sławomir Moczulski (2000–2001)
- Michał Paszczyk (2005–2007)

Od 2009 z kabaretem współpracuje zespół Żarówki, stworzony w marcu 2009 na potrzeby realizacji telewizyjnej Nasza Gmina. Formacja występuje w składzie:
- Dawid Korbaczyński – gitara
- Piotr Spychała – instrumenty klawiszowe
- Piotr Mazurek – gitara basowa
- Michał Maliński – perkusja
- Wojciech Szklarkowski – akordeon

## Programy
1. Albo teraz, albo nigdy... Albo następnym razem (2001)
2. Nie wychodźcie (2002)
3. Kabel bezprzewodowy (2003; wydany na DVD wraz z „Moherowym Programem”)
4. Letki (2004)
5. Liga Patologicznych Rodzin (2005)
6. Moherowy Program (2006; wydany na DVD)
7. Co by było, gdyby? (2008; wydany na DVD)
8. Seks, alkohol i książki (2009; wydany na DVD)
9. The SEJM (2011)
10. Pielgrzymka do miejsc śmiesznych (2013)
11. Kazik sam w domu (2017)
12. Żywot Mariana (2019, w 2020 dostępny tylko na oficjalnej stronie kabaretu)[10]
13. Tradycje Polskie (2023)
14. Pokolenie DNA (2025)

### Ważniejsze realizacje telewizyjne
1. Od III do V RP (TVP, 2008)
2. Rodzina rządzi – a raczej wójt (TVP – X Mazurska Noc Kabaretowa, 2008)
3. Nasza Gmina (TVP, 2009)
4. Neo-Nówka wesołych wiadomości (TVP, 2009)
5. Neo-Nówka i przyjaciele na Święta – Problemy świętego Mikołaja (TVP, 2010)
6. Dobry wieczór z Neo-Nówką (TVP, 2013)
7. Seks, alkohol i książki (Polsat, 2013)
8. Pielgrzymka do miejsc śmiesznych (TVP, 2014)
9. 15-lecie Neo-Nówki. Schody do Nieba (Polsat, 2016)
10. Kazik sam w domu (Polsat, 2018)
11. Neo-Nówka XX-lecie (Polsat, 2022)[11]
12. Żywot Mariana (Polsat, 2022, transmisja TV 2023)

## Nagrody
- 2008

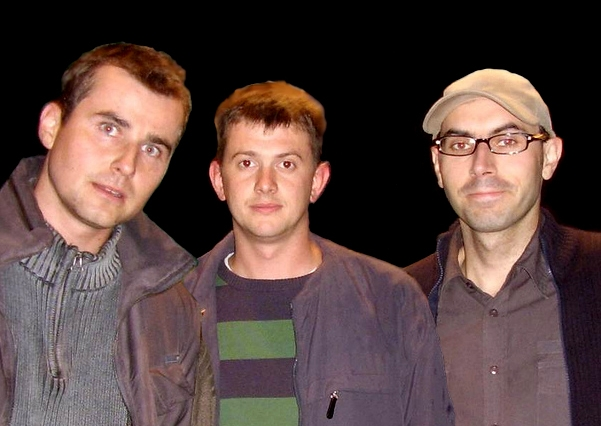
Dawny skład Kabaretu Neo-Nówka w 2007
(od lewej: Paszczyk, Gawliński, Żurek)

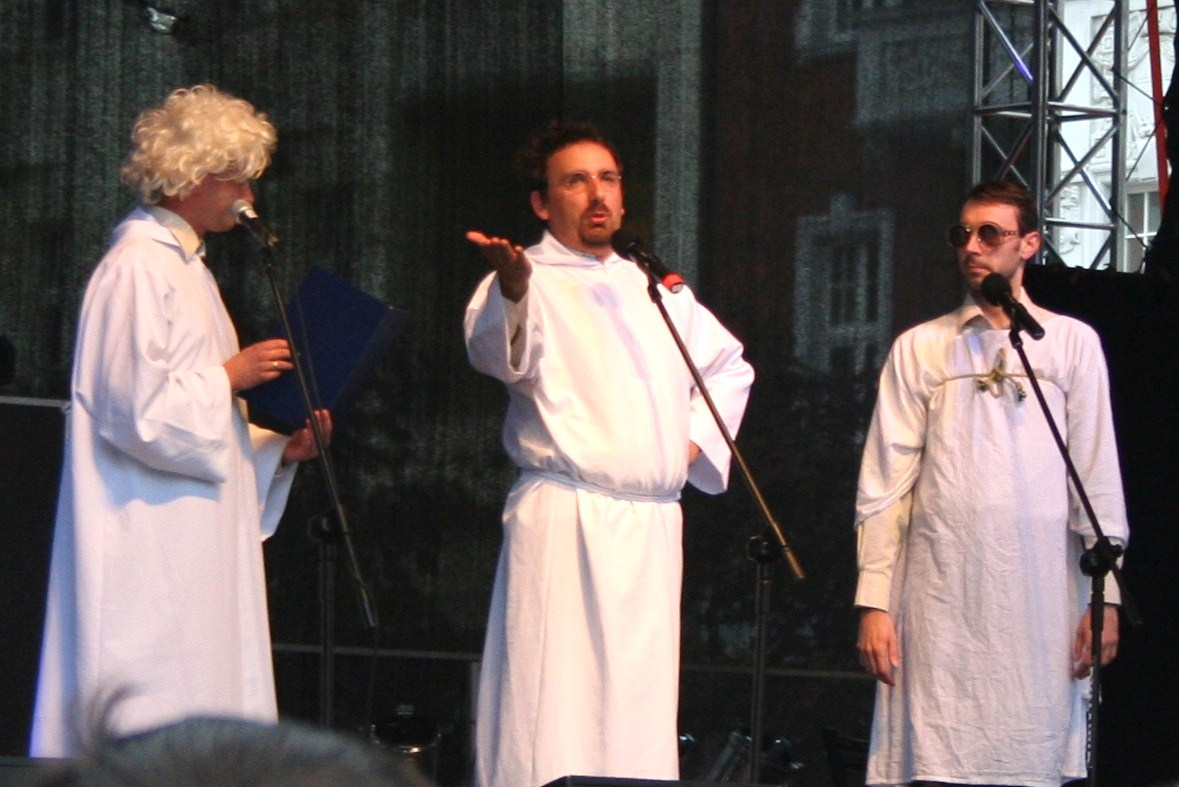
Neo-Nówka w 2009 (od lewej: Gawliński, Bielecki, Żurek)

  - Nagroda za Rekwizyt na VII Dąbrowskiej Ściemie Kabaretowej „DebeŚciaK” w Dąbrowie Górniczej
- 2007
  - I Nagroda na VI Dąbrowskiej Ściemie Kabaretowej „DebeŚciaK” w Dąbrowie Górniczej
- 2006
  - I Nagroda na XXVII Wieczorach Humoru i Satyry w Lidzbarku Warmińskim
  - II Nagroda na XXII Przeglądzie Kabaretów Amatorskich „PaKA” w Krakowie
  - Nagroda Gazety Wyborczej na XXII Przeglądzie Kabaretów Amatorskich „PaKA”  w Krakowie
  - Nagroda Publiczności na XXII Przeglądzie Kabaretów Amatorskich „PaKA” w Krakowie
  - Nagroda Dziennikarzy i wspólnie z kabaretem Limo tytuł pierwszych buntowników IV RP na XXII przeglądzie Kabaretów Amatorskich „PaKA” w Krakowie
  - I Nagroda na V Dąbrowskiej Ściemie Kabaretowej „DebeŚciaK” w Dąbrowie Górniczej
- 2005
  - Nagroda Publiczności na X Rybnickiej Jesieni Kabaretowej „Ryjek” Rybnik
  - Grand Prix na VII PrzeWalce Kabaretowej Szczawno Zdrój
  - II Nagroda na XXVI Lidzbarskich Wieczorach Humoru I Satyry w Lidzbarku Warmińskim
  - III Nagroda na XXI Przeglądzie Kabaretów Amatorskich „PaKA”  r. w Krakowie
- 2004
  - Wyróżnienie na XXV Lidzbarskich Wieczorach Humoru i Satyry w Lidzbarku Warmińskim
  - II Nagroda na III Dąbrowskiej Ściemie Kabaretowej „DebeŚciaK” w Dąbrowie Górniczej
- 2003
  - II Nagroda na XIX Przeglądzie Kabaretów Amatorskich „PaKA” w Krakowie
  - Nagroda Specjalna „Gazety Wyborczej” za „śledztwo kabaretowe” – XIX „PaKA” w Krakowie
  - I  Nagroda na IX Mazurskim Lecie Kabaretowym „Mulatka” w Ełku
  - III Nagroda na XXIV Lidzbarskich Wieczorach Humoru I Satyry w Lidzbarku Warmińskim
  - II Nagroda na Festiwalu Pozytywnej Kultury Studenckiej „Wrocek” we Wrocławiu
- 2002
  - Główne Wyróżnienie na V Wyjściu Z Cienia w Gdańsku